# Chromi(III) sulfide
Chromi(III) sulfide là một hợp chất vô cơ có công thức hóa học là Cr2S3. Nó là một chất rắn màu đen nâu. Chromi sulfide thường là các hợp chất không phân vị, có công thức từ từ CrS đến đến Cr0,67S (hay với Cr2S3).

## Điều chế
Chromi(III) sulfide có thể được điều chế bằng cách cho chromi phản ứng với lưu huỳnh ở liều lượng cân bằng, 1.000°C:
2Cr + 3S → Cr2S3
Nó là một chất rắn không tan trong nước. Theo tinh thể học tia X, cấu trúc của nó là sự kết hợp của nickel arsenide (phép đo phân vị 1:1) và Cd(OH)2 (phép đo phân vị 1:2). Một số liên kết kim loại-kim loại được biểu thị bằng khoảng cách ngắn Cr với Cr dài 2,78 Å.